# Координаційне число
Координаці́йне число́ (рос. координационное число, англ. coordination number, нім. Koordinationszahl) — кількість атомів (йонів, молекул), найближчих до даного атома (йона, молекули). Для координаційних сполук таким числом є кількість атомів у лігандах, що безпосередньо зв'язані з центральним атомом.
В алмазі координаційне число дорівнює 4, в кам'яній солі — 6. Координаційне число визначається природою і формою структурних частинок, характером і спрямованістю їх взаємодій, умовою мінімуму енергії системи.
Іноді задають координаційне число для другої, третьої і т. д. координаційної сфери.
В аморфних тілах і рідинах координаційне число має тільки статистичний зміст.

## Варіанти
- 1. Для атома в хімічній частинці — число інших атомів, прямо зв‘язаних з ним. Пр., координаційне число в метані — 4, у протонованому метані СН5+— 5.
- 2. У хімії розчинів — число молекул розчинника в першій координаційній сфері йона в розчині.
- 3. У кристалохімії — число найближчих сусідів атома чи йона в кристалічних ґратках, є характерним для кожного типу ґраток.
- 4. У координаційних сполуках — число лігандів у першій координаційній сфері центрального атома, або — число σ-зв'язків між лігандами та центральним атомом, інші зв'язки не беруться до уваги.